# Spoorlijn Feuquières - Ponthoile
De Spoorlijn Feuquières - Ponthoile (Ligne de 100 Jours) was een Franse spoorlijn van Feuquières naar Ponthoile. De lijn was 88,9 km lang. 

## Geschiedenis
Door het Duitse voorjaarsoffensief van 1918 was het niet langer mogelijk om 150 treinen per dag te laten rijden benodigd om de troepen in het noorden van Frankrijk en België te bevoorraden via de bestaande spoorlijnen aangezien die binnen het schootsbereik van de Duitse artillerie lagen. Ingenieurs van de Compagnie des chemins de fer du Nord presenteerden het plan om de lijn aan te leggen op 5 april 1918, op 20 opril werd het plan goedgekeurd en op 2 mei begonnen de werkzaamheden.
De bijna 90 km lange dubbelsporige lijn werd in recordtijd aangelegd door 10.000 manschappen in het voorjaar van 1918 door het Franse leger. Op 28 juli kon het eerste spoor worden geopend, 100 dagen na de start van de werkzaamheden en vanaf 15 augustus begon men met de bouw van het tweede spoor.
Na de wapenstilstand hebben er tot 1919 reizigerstreinen gereden, aangezien het commercieel belang van de lijn laag was is deze vervolgens gesloten en opgebroken.

## Restanten
Om de lijn snel aan te leggen werd deze zoveel mogelijk in het landschap ingepast, hierdoor zijn er geen grote kunstwerken en nauwelijks uitgravingen toegepast. Om deze reden zijn er vrijwel geen restanten te zien. 

## Aansluitingen
In de volgende plaatsen is of was er een aansluiting op de volgende spoorlijnen:
Feuquières-Broquiers
RFN 325 000, spoorlijn tussen Épinay-Villetaneuse en Le Tréport-Mers
Carroix
RFN 321 000, spoorlijn tussen Saint-Roch en Darnétal-Bifurcation
Moufflières
RFN 322 000, spoorlijn tussen Canaples en Longroy-Gamaches
Chépy-Valines
RFN 323 000, spoorlijn tussen Abbeville en Eu
Saint-Valéry
RFN 324 000, spoorlijn tussen Noyelles-sur-Mer en Saint-Valery-Canal
Ponthoile-Romaine
RFN 311 000 tussen Longueau en Boulogne-Ville